# Michel Giraud
Pour les articles homonymes, voir Giraud.
Michel Giraud est un homme politique français né le 14 juillet 1929 à Pontoise et mort le 27 octobre 2011 à Suresnes. Il fut notamment ministre du Travail, député et sénateur du Val-de-Marne, président du conseil régional d'Île-de-France et président de l'Association des maires de France.

## Biographie
Professeur de lettres, il commence sa carrière politique de gaulliste à la fin des années 1960, en devenant conseiller général du Val-de-Marne puis maire du Perreux-sur-Marne. 
Rallié au RPR de Jacques Chirac, farouche partisan de la décentralisation, il est élu en 1976 premier président de l'Île-de-France et est considéré comme le « père fondateur » de la région. Imposant le terme « francilien » inventé en 1983, il dirige la région de façon quasi-ininterrompue pendant 22 ans. 
Finalement, il renonce à briguer un nouveau mandat lors des élections régionales de 1998, se trouvant au cœur d'une affaire politico-financière sur le financement des lycées d'Île-de-France, mise au jour par Claude-Annick Tissot, à la tête de la commission d'appel d'offres et qui fut surnommée la « Madame propre du RPR ». Il est condamné le 26 octobre 2005, au terme d'un long procès, à quatre ans de prison avec sursis et 80 000 euros d'amende pour complicité de corruption visant le RPR, alors dirigé par Jacques Chirac. Michel Giraud ne fait pas appel de sa condamnation, contrairement à la majorité des autres inculpés.
Il est nommé ministre du Travail, en 1993, dans le gouvernement de cohabitation d'Édouard Balladur et met en place la loi quinquennale sur l'annualisation du temps de travail et le recours au chômage partiel. Il est le créateur du premier dispositif du chèque emploi-service.
Il défend le Contrat d'insertion professionnelle (CIP) qui est retiré en 1994 sous la pression des étudiants qui dénoncent la création d'un « SMIC-jeunes ».
Ayant abandonné peu à peu toute activité politique, Michel Giraud dirige, entre 1998 et 2011, la Fondation de la deuxième chance, reconnue d'utilité publique (J.O. du 9 février 2006), créée à l'initiative de Vincent Bolloré et consacrée à l'insertion des jeunes.
Il est le fondateur de la chorale Vent d'Est dont il a été chef de chœur amateur dans les années 1950. Il a créé un camping pour les choristes à Erquy. Vent d'Est existe encore et de nombreux choristes et anciens choristes passent leurs vacances dans ce camping.
En 2006, il crée l'association Cœurs en Chœurs qui permet à des choristes en situation de handicap de chanter dans les chorales mixtes (handi-valides). Il est l'organisateur du premier concert qui s'est tenu au Palais des Congrès de Paris, en direct sur Direct 8, présenté par Philippe Labro.

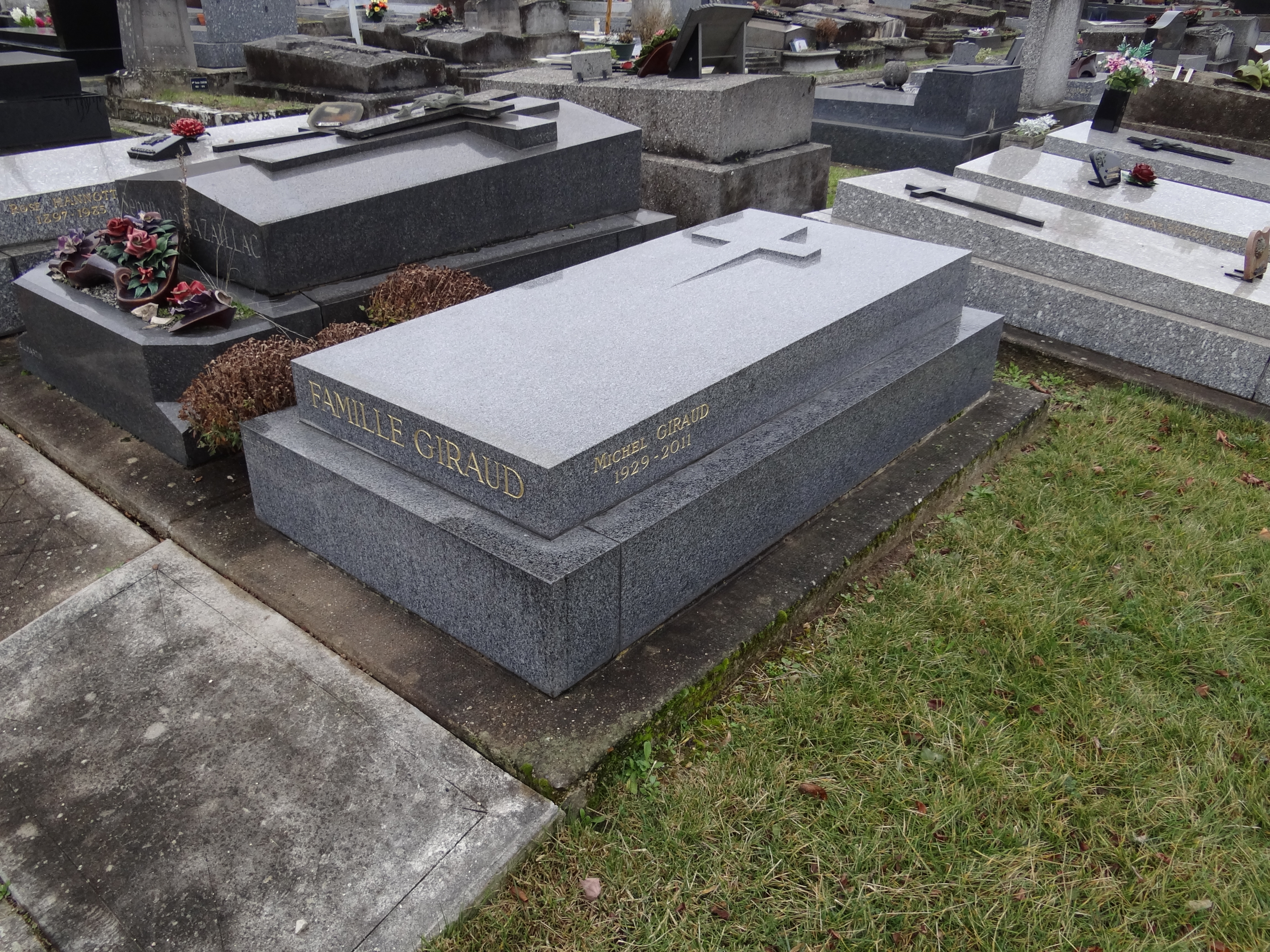
La tombe de Michel Giraud au cimetière du Perreux-sur-Marne (Val-de-Marne).

Michel Giraud est inhumé au cimetière du Perreux-sur-Marne (Division 6bis).

## Mandats
- Conseiller général du canton du Perreux-sur-Marne (Val-de-Marne) de 1967 à 1985 ;
- Président de l'Association des maires de France de 1983 à 1992 ;
- Maire du Perreux-sur-Marne (Val-de-Marne) de 1971 à 1992 ;
- Sénateur du Val-de-Marne de 1977 à 1988 ;
- Député du Val-de-Marne de 1988 à 1993 (5e circonscription du Val-de-Marne, Champigny Centre et Est-Le Perreux-sur-Marne et de 1997 à 2002 (6e circonscription du Val-de-Marne, Saint-Mandé-Vincennes-Fontenay-sous-Bois, à la suite du décès de Robert-André Vivien) ;
- Président du Conseil régional d'Île-de-France de 1976 à 1988 et de 1992 à 1998 ;
- Ministre du Travail dans le gouvernement d'Édouard Balladur de 1993 à 1995.

## Publications
D'après le catalogue de la BNF, n'inclut pas les brochures ou les préfaces.
- Nous tous, la France, Paris, J.-C. Lattès, 1983
- Raconte-moi, Marianne : les 36 000 jours des 36 000 communes, [Paris], J. C. Lattès, 1984
- Notre Île-de-France : région capitale, Paris, J.C. Lattès, 1985
- Le Temps des métropoles, Paris, Carré, 1986
- Le Perreux-sur-Marne : cent ans d'histoire, Le Perreux-sur-Marne, Association du Centenaire, 1987
- Histoires de communes, Paris, France-Empire, 1996
- Histoire de l'Île-de-France, Paris, France Empire, 1996
- Citadins de l'an 2000  : des villes à vivre, Paris, France-Empire, coll. « Pouvoir et stratégie », 1997
- Éclats de vie, Paris, France-Empire, 2001
- Rebondir avec la Fondation de la 2ème chance, Paris, France-empire, 2003
- Renaître : avec la Fondation de la 2ème chance, Paris, France-Empire, 2005
- Espérer ne suffit pas : Fondation de la 2ème chance, Chaintreaux, France-empire monde, 2011